# Valbona Sako
Valbona Sako (Durazzo, 2 novembre 1970) è una politica albanese, sindaco di Durazzo dal 1º luglio al 1º dicembre 2019.

## Biografia
Eletta nel mese di luglio come sindaco della città albanese di Durazzo si è dimessa il 1º dicembre 2019 a causa di alcune affermazioni, ritenute inopportune, rilasciate durante un'intervista trasmessa da Top Channel sul terremoto che aveva colpito pochi giorni prima la città.